# روبرت اندروز
روبرت اندروز (بالإنجليزية: Robert Andrews)‏ هو ممثل بريطاني (وحمل سابقاً جنسية المملكة المتحدة لبريطانيا العظمى وأيرلندا)، ولد في 20 فبراير 1895 في المملكة المتحدة، وتوفي بنفس المكان في 17 يناير 1976.

## وصلات خارجية
- روبرت اندروز على موقع IMDb (الإنجليزية)